# Barbula purpurascens
Barbula purpurascens är en bladmossart som beskrevs av Per Karl Hjalmar Dusén 1906. Barbula purpurascens ingår i släktet neonmossor, och familjen Pottiaceae. Inga underarter finns listade i Catalogue of Life.